# Mercedes Brignone
Mercedes Brignone (18 de mayo de 1885-24 de junio de 1967) fue una actriz teatral y cinematográfica de nacionalidad italiana.

## Biografía
Nacida en Madrid, España, su padre era el actor Giuseppe Brignone, su hermano el director Guido Brignone, y su sobrina la también actriz Lilla Brignone). Inició su carrera artística siendo niña y participando en la compañía teatral de su padre, llegando a ser una actriz vivaz y brillante. En 1903 se casó con el actor Uberto Palmarini, con el cual trabajó en la misma empresa. 
Fueron numerosas sus actuaciones para la gran pantalla en treinta años de carrera, pasando del cine mudo al cine sonoro, y actuando especialmente en filmes del género que en Italia denominaban cinema dei telefoni bianchi, es decir, producciones en las que aparecían personajes de una clase acomodada. En 1930 fue escogida para actuar en la primera película sonora del cine italiano: La canzone dell'amore.
Siempre involucrada con la actividad teatral, en la Segunda Guerra Mundial la actriz viajó por Italia con una serie de compañías, trabajando con artistas como Ruggero Ruggeri y Tino Carraro.
Mercedes Brignone participó en televisión en el programa musical Biblioteca di Studio Uno (1964) unos años antes de su muerte, la cual acaeció en 1967 en Milán, Italia.

## Filmografía
- Amleto, de Eleuterio Rodolfi (1917)
- Nerone, de Alessandro Blasetti (1930)
- Corte d'Assise, de Guido Brignone (1930)
- La canzone dell'amore, de Gennaro Righelli (1930)
- Rubacuori, de Guido Brignone (1931)
- La stella del cinema, de Mario Almirante (1931)
- La marcia nuziale, de Mario Bonnard (1934)
- Teresa Confalonieri, de Guido Brignone (1934)
- Seconda B, de Goffredo Alessandrini (1934)
- Il serpente a sonagli, de Raffaello Matarazzo (1935)
- L'antenato, de Guido Brignone (1936)
- Vivere, de Guido Brignone (1936)
- Il marchese di Ruvolito, de Raffaello Matarazzo (1939)
- Torna caro ideal!, de Guido Brignone (1939)
- Il documento, de Mario Camerini (1939)
- Cenerentola e il signor Bonaventura, de Sergio Tofano (1942)
- La primadonna, de Ivo Perilli (1942)
- Sant'Elena, piccola isola, de Umberto Scarpelli y Renato Simoni (1943)
- Il fiore sotto gli occhi, de Guido Brignone (1944)
- Lorenzaccio, de Raffaello Pacini (1953)
- Petrolini (1952)
- Vacanze d'inverno, de Camillo Mastrocinque (1959)